# Шаргородський район
Ша́ргородський райо́н — колишній район в Україні у Вінницькій області, адміністративний центр — місто Шаргород. Площа району становить 1137 км². Населення — 56 661 (01.01.2018).

## Географія
Шаргородський район розташований у південно-західній частині Вінницької області. До його складу входять м. Шаргород та 62 населених пункти, всі вони підпорядковані одній міській і 31 сільським радам. Площа району становить 1137 км². Розташований за 90 км від Вінниці і за 27 км від залізничної станції Ярошенка.
Через Шаргородський район протікають невеличкі річки Мурашка, Мурафа, Деребчинка, Вовчанка.
У результаті реформи 1965 року, до складу Шаргородського району увійшов колишній Джуринський район, який як самостійна територіальна одиниця (до об'єднання з Жмеринським районом) діяв до 1959 року.
Район багатий на будівельні матеріали. Насамперед, на вапняковий камінь, залягання якого виявлено в районі сіл Джурин, Сапіжанка, де вже протягом 70-ти років триває його промисловий видобуток, пісок.
Ґрунти переважно сірі й світло-сірі, опідзолені. Клімат помірний.
Шаргородський район межує з Тиврівським, Тульчинським, Томашпільським, Чернівецьким, Могилів-Подільським, Муровано-Куриловецьким, Барським та Жмеринським районами.

## Транспортна інфраструктура
Територію району пролягають такі автошляхи: Р36, Т 0218, Т 0229 та Т 0230.
У районі є дві залізничні станції: Рахни та Ярошенка.

## Історія
Перші відомості про Шаргород стосуються кінця XIV століття. 5 травня 1383 року литовський князь Вітовт видав грамоту на володіння землею з прилеглими лісами, де нині розташований Шаргород своєму слузі В. Карачевському.
1579 року князь Замойський, якому на той час належали ці землі, одержав від польського короля грамоту на спорудження замку. Відтоді все володіння й фортеця дістала назву Шаргород.
У кінці XVI століття магнати Замойські звели в Шаргороді чимало будинків, костьол, оточивши місто стіною й ровами. Шаргород, укріплений міцними стінами й валом, швидко заселявся. Цьому сприяло також звільнення поселян на кілька років від податків та вигідне географічне положення містечка, розташованого на торговому шляху з Брацлавщини до Молдови.
У 40-х роках XVII століття Шаргород був міцною фортецею і посідав значне місце в охороні південних кордонів від нападів кримських татар. Після Берестейської унії він став одним з опорних пунктів католицтва в Україні.
Населення Шаргорода не мирилось з соціальним і релігійним гнобленням. Воно брало активну участь у повстанських загонах Кшиштофа Косинського й Северина Наливайка. Під час Визвольної війни українського народу 1648—1654 років Шаргород опинився в зоні частих боїв. На початку серпня 1648 року загони Максима Кривоноса штурмом оволоділи Шаргородом. Містечко увійшло до Брацлавського полку Данила Нечая. Його населення активно допомагало війську Б. Хмельницького в боротьбі проти польської шляхти.
У другій половині XVIII століття польська шляхта намагається перетворити Шаргород в один з центрів підготовки єзуїтів на Поділлі. 1784 року в місцевій єзуїтській школі навчалося близько 600 учнів. Після возз'єднання Правобережної України з Лівобережною в складі Росії Шаргород увійшов до Подільської губернії.
Після реформи 1861 року настало певне економічне пожвавлення. З'явилися нові промислові підприємства переробки сільськогосподарської сировини. На початку 80-х років у містечку відкрилися ґуральня, пивоварний завод, три млини, два шкіряні заводи. Пожвавилися торгівля й ремісниче виробництво. Тут налічувалося 125 лавок; у ремісництві було зайнято 275 чоловік. Ремісництвом і торгівлею займалося в основному єврейське населення.
У другій половині XIX століття в Шаргороді сталися певні зрушення в галузі культури. З 70-х років тут працювали повітове й церковнопарафіяльне училища. 1866 року з'являється перша згадка про бібліотеку. У Шаргородський бурсі навчалися майбутні українські письменники С. Руданський і М. Коцюбинський.
Нову загальноосвітню школу тут відкрили у 1908 році, а через чотири роки — чотирикласне училище.

## Адміністративний устрій
Район адміністративно-територіально поділяється на 1 міську раду та 31 сільську раду, які об'єднують 62 населених пунктів та підпорядковані Шаргородській районній раді. Адміністративний центр — місто Шаргород.

## Населення
За національним складом населення району: українці — 96,5 %, росіяни −2,0 %, євреї — 0,1 %, інші національності — 1,4.

## Пам'ятки
Серед пам'ятників архітектури привертають увагу костьоли Святого Флоріана в місті Шаргороді та Непорочного зачаття Діви Марії в селі Мурафа, Свято-Миколаївський монастир в місті Шаргороді (православний), дерев'яна Покровська церква в селі Лозова та колишня єврейська синагога в місті Шаргороді.
У Шаргородському районі Вінницької області під обліком перебуває 51 пам'ятка історії.
23 серпня 2013 року на фронтоні Джуринського сільського будинку культури відкрито меморіальну плиту пам'яті Миколи Володимировича Попова, який керуючи місцевим колгоспом у 1961—1974 роках зумів побудувати в населеному пункті ряд споруд, зокрема, приміщення місцевої середньої і музичної шкіл, будинку культури, контор колгоспу і сільпо, цілого ряду побутових і господарських приміщень.
19 травня 2015 року на фронтоні Клекотинської середньої школи відкрито меморіальну дошку пам'яті видатного українського поета, письменника, перекладача і кіносценариста Аркадія Добровольського.

## Персоналії
Немало цікавих і визначних особистостей прославили Шаргородщину. Одним із них є письменник, історик, краєзнавець Поділля, лікар, почесний член Подільської АН (з 1863 року), член Подільського єпархіального історико-статистичного комітету (з 1866 року) Йосип Йосипович (Юзеф Антоній) Ролле, який народився 1830 року на хуторі Генріхівна, тепер село Роля Шаргородського району. Як науковець і громадський діяч Ролле залишив значний слід в українській та польській медицині.
Одним з найславетніших творців слова, ім'я якого пов'язано з Шаргородщиною, є відомий поет, перекладач, драматург і фольклорист Степан Васильович Руданський. У 1842—1849 роках він навчався у Шаргородський духовній школі. 
Трохи згодом (1876-80 роки) у Шаргородському духовному училищі вчився не менш відомий письменник — прозаїк Михайло Михайлович Коцюбинський. В с. Стрільники Шаргородського району є будинок, в якому деякий час жив видатний письменник.
З січня 1888 до середини 1892 року учнем Шаргородського початкового духовного училища був видатний український композитор і хоровий диригент Микола Леонтович, автор широковідомих хорових обробок українських народних пісень «Щедрик», «Дударик», «Козака несуть», «ой, з-за гори кам'яної » та інших.
Шаргородщина пишається іменами Героїв Радянського Союзу Михайла Мандибури, жителя села Довжок та Іллі Грелі, жителя села Будне. Кавалерами трьох орденів Слави стали Андрій Дудник та Іван Гаврилюк — мешканці села Лозова, Шаргородщина зростила 20 Героїв Соціалістичної Праці.
- У селянській родині села Клекотина (Шаргородського району) народився і виріс, здобув початкову освіту український письменник, кіносценарист, перекладач з англійської, французької і польської мов Аркадій Захарович Добровольський, автор сценарію культової картини радянських часів "Трактористи"

У селі Слобода-Шаргородська Шаргородського району народився і навчався відомий український поет, заслужений журналіст України Петро Мойсейович Перебийніс
- У селі Джурин (Шаргородський район) народився і виріс, закінчив місцеву середню школу головний редактор газети «Правда України» (1991—1999 рр), Заслужений журналіст України, член Національної спілки письменників України Горобець Олександр Олександрович

Шаргородщина дала світові відомих людей:
- У селі Джурин (Шаргородський район) народився, виріс і закінчив місцеву школу Зеленюк Іван Степанович(1909—1966), відомий радянський і партійний діяч, колишній перший секретар Чернівецького обкому КПУ, ректор Кам'янець-Подільського педагогічного інституту, кандидат історичних наук, професор, автор ряду історичних досліджень, депутат Верховної Ради УРСР 1937—1947 рр., депутат Верховної Ради СРСР другого скликання 1946—1950 рр. Детальніше — http://www.kpnu.edu.ua/objects/КПУ.pdf%5Bнедоступне+посилання+з+травня+2019%5D

Земля Шаргородщини виростила відомих учених:
- у селі Мурафа народився і вчився відомий радянський фізик, академік, лауреат Ленінської та Державної премії, директор Інституту ядерної фізики Сибірського відділення АН СРСР Будкер Герш Іцкович.
- академік Української академії аграрних наук, доктор економічних наук, професор В.Юрчишин з Клекотини,
- академік Міжнародної академії наук вищої школи, доктор фізико-математичних наук, професор Казанського національного університету імені аль-Фарабі А.Купчишин з Мурафи,
- член — кореспондент Української академії аграрних наук, доктор економічних наук В.Андрійчук з Слободи-Шаргородської,
- доктор фізико-математичних наук Київського національного університету ім. Т. Г. Шевченка Ю.Прилуцький з Носиківки,
- доктор медичних наук, професор Чернівецького медичного інституту Ю.Касько з Пасинок,
- доктори наук, професори П.Домбровський, С.Заремба, В. Д. Поданчук і М.Скакун.

На Шаргородській землі народився і виріс Герой Соціалістичної Праці, заслужений працівник сільського господарства України В.Вільчинський з с. Федорівки.
Вихідцями з району є
- заслужений артист України, режисер-постановник Київського вокально-хореографічного ансамблю «Україночка» В.Юхименко з Копистирина, генерали України: В.Мунтіян з Соснівки, М.Джига з Ярового, В.Тимошенко з Конатковець, В.Слободянюк з Руданського, О.Костюк з Шаргорода, К.Регуш і В.Семчишин з Рахнів-Лісових, М.Петрик з Хоменок та багато інших знатних людей.

## Політика
25 травня 2014 року відбулися Президентські вибори України. У межах Шаргородського району були створені 52 виборчі дільниці. Явка на виборах складала — 67,65 % (проголосували 30 384 із 44 913 виборців). Найбільшу кількість голосів отримав Петро Порошенко — 61,89 % (18 804 виборців); Юлія Тимошенко — 22,27 % (6 768 виборців), Олег Ляшко — 6,29 % (1 912 виборців), Анатолій Гриценко — 2,84 % (863 виборців). Решта кандидатів набрали меншу кількість голосів. Кількість недійсних або зіпсованих бюлетенів — 0,77 %.